# Werner Faulstich
Werner Faulstich (* 28. Dezember 1946 in Fulda; † 8. Juli 2019 in Bardowick) war ein deutscher Medienwissenschaftler und seit 1989 Lehrstuhlinhaber an der Universität Lüneburg.

## Leben
Werner Faulstich studierte Germanistik, Anglistik, Amerikanistik, Philosophie und Theologie. Er promovierte 1973 über Bestseller an der Johann-Wolfgang-Goethe-Universität Frankfurt am Main. 1981 folgte seine Habilitation an der Eberhard Karls Universität Tübingen über Medienästhetik. Im selben Jahr erhielt er die Lehrberechtigung für Medienwissenschaft und Englische Philologie. 1987 erhielt Faulstich einen Ruf auf eine außerplanmäßige Professur an die Universität Siegen.
Seit 1989 hatte Werner Faulstich den Lehrstuhl für Medienwissenschaft in Lüneburg inne und war seit 1990 Leiter des dortigen Instituts für Angewandte Medienforschung (IfAM).
Faulstich starb am 8. Juli 2019 im Alter von 72 Jahren in Bardowick.

## Forschung
Werner Faulstich war Autor zahlreicher Lehrbücher und Monografien zu Themen der Medienwissenschaft wie Grundwissen Medien, Einführung in die Medienwissenschaft, Grundwissen Öffentlichkeitsarbeit, Grundkurs Filmanalyse, Medienkulturen und Medientheorien. Einführung und Überblick. Seine Arbeitsschwerpunkte waren die Mediengeschichte und die Kulturgeschichte des 20. Jahrhunderts; dabei richtete er sein Augenmerk auch auf prima facie unscheinbare Phänomene wie etwa das Alltagsmedium Blatt.
Sein Zugang zu Medien und ihren Phänomenen war ein kulturwissenschaftlicher: „Stets geht es um übergreifende Kontexte, um exemplarische Verdichtungen zwischen Gegenwärtigem und Tradition, um Wertebezug.“
Faulstich schlug in seinem 1994 erstmals erschienenen Grundwissen Medien (zuletzt neu aufgelegt in 5. Aufl. 2004) eine relativ breit angelegte Systematik der Medien vor.

## Schriften

### Als Autor
- Thesen zum Bestseller-Roman: Untersuchung britischer Romane des Jahres 1970  (= Europäische Hochschulschriften, Reihe 14: Angelsächsische Sprache und Literatur, Band 16; Bibliothek des Börsenvereins des Deutschen Buchhandels, Frankfurt am Main), Lang, Bern 1974, ISBN 3-261-01194-7 (Dissertation Universität Frankfurt am Main, Fachbereich 10 – Neuere Philologien, 1973 unter dem Titel: Theorie des Bestseller-Romans im kapitalistischen Verwertungsprozess, 192 Seiten).
- 1991 Medientheorien. Einführung und Überblick. Vandenhoeck und Ruprecht, Göttingen, ISBN 3-525-33574-1.
- 1994 Die Kultur der Pornografie. Kleine Einführung in Geschichte, Medien, Ästhetik, Markt und Bedeutung  (= Institut für Angewandte Medienforschung: IfAM-Arbeitsberichte, Band 13). Wissenschaftlicher Verlag, Bardowick, ISBN 3-89153-028-5.
- 2000 Medienkulturen, Fink, München ISBN 3-7705-3514-6.[3]
- 2000 Grundwissen Öffentlichkeitsarbeit, Vandenhoeck und Ruprecht, Göttingen, ISBN 3-8252-2151-2.
- 2002 Grundkurs Filmanalyse, Vandenhoeck und Ruprecht, Göttingen, ISBN 3-8252-2341-8.
- 2003 Einführung in die Medienwissenschaft, Vandenhoeck und Ruprecht, Göttingen, ISBN 3-8252-2407-4.
- 2004 Grundwissen Medien, Vandenhoeck und Ruprecht, Göttingen, ISBN 3-8252-8169-8.
- 2004 Medienwissenschaften, Vandenhoeck und Ruprecht, Göttingen, ISBN 3-8252-2494-5.
- 2005 Filmgeschichte, Vandenhoeck und Ruprecht, Göttingen, ISBN 3-8252-2638-7.
- 2006 Mediengeschichte 1. Von den Anfängen bis 1700, Vandenhoeck und Ruprecht, Göttingen, ISBN 3-8252-2739-1.
- 2006 Mediengeschichte 2. Von 1700 bis ins 3. Jahrtausend, Vandenhoeck und Ruprecht, Göttingen, ISBN 3-8252-2740-5.
- 2012 Die Mediengeschichte des 20. Jahrhunderts Fink, Paderborn, ISBN 978-3-7705-5268-9.[4]

### Geschichte der Medien
- 1997 Band 1: Das Medium als Kult. von den Anfängen bis zur Spätantike (8. Jahrhundert). Vandenhoeck und Ruprecht, Göttingen, ISBN 3-525-20785-9.[5]
- 1996 Band 2: Medien und Öffentlichkeit im Mittelalter (800–1400), Vandenhoeck und Ruprecht, Göttingen, ISBN 3-525-20786-7.
- 2002 Band 3: Medien zwischen Herrschaft und Revolte. Die Medienkultur der frühen Neuzeit (1400–1700), Vandenhoeck und Ruprecht, Göttingen, ISBN 3-525-20787-5.
- 2002 Band 4: Die bürgerliche Mediengesellschaft (1700–1830), Vandenhoeck und Ruprecht, Göttingen, ISBN 3-525-20790-5.
- 2004 Band 5: Medienwandel im Industrie- und Massenzeitalter (1830–1900), Vandenhoeck und Ruprecht, Göttingen, ISBN 3-525-20791-3.
  - Der abschließende Band zum 20. Jahrhundert und der digitalen Medienkultur heutiger Zeit folgt.

### Als Herausgeber
- 1990 bis 1995: Fischer Filmgeschichte. 5 Bände, Fischer-Taschenbuch-Verlag, Frankfurt am Main:
  - Band 1: Von den Anfängen bis zum etablierten Medium: 1895 - 1924, ISBN 3-596-24491-9 (= Fischer Taschenbuch 4491).
  - Band 2: Der Film als gesellschaftliche Kraft: 1925 - 1944, ISBN 3-596-24492-7 (= Fischer Taschenbuch 4492).
  - Band 3: Auf der Suche nach Werten: 1945 - 1960, ISBN 3-596-24493-5 (= Fischer Taschenbuch 4493).
  - Band 4: Zwischen Tradition und Neuorientierung: 1961 - 1976, ISBN 3-596-24494-3 (= Fischer Taschenbuch 4494).
  - Band 5: Massenware und Kunst: 1977 - 1995, ISBN 3-596-24495-1 (= Fischer Taschenbuch 4495).
- 1997: Der Star: Geschichte – Rezeption – Bedeutung. Wilhelm Fink Verlag, Paderborn, ISBN 3-7705-3210-4.
- 2002: Zeit in den Medien – Medien in der Zeit. Wilhelm Fink Verlag, Paderborn, ISBN 3-7705-3656-8.
- 2002: Liebe als Kulturmedium. Wilhelm Fink Verlag, Paderborn, ISBN 3-7705-3657-6.
- 2002: Die Kultur der 50er Jahre. Wilhelm Fink Verlag, Paderborn, ISBN 3-7705-3748-3.
- 2003: Die Kultur der 60er Jahre. Wilhelm Fink Verlag, Paderborn, ISBN 3-7705-3873-0.
- 2004: Die Kultur der 70er Jahre. Wilhelm Fink Verlag, Paderborn, ISBN 3-7705-4022-0.
- 2005: Die Kultur der 80er Jahre. Wilhelm Fink Verlag, Paderborn, ISBN 3-7705-4162-6.
- 2006: Unterhaltungskultur. Wilhelm Fink Verlag, Paderborn, ISBN 3-7705-4364-5.
- 2006: Das Erste Jahrzehnt. Wilhelm Fink Verlag, Paderborn, ISBN 3-7705-4269-X.
- 2007: Beziehungskulturen. Wilhelm Fink Verlag, Paderborn, ISBN 978-3-7705-4385-4.
- 2007: Das Zweite Jahrzehnt. Wilhelm Fink Verlag, Paderborn, ISBN 978-3-7705-4528-5.
- 2007: Krieg – Medien – Kultur. Wilhelm Fink Verlag, Paderborn, ISBN 978-3-7705-4563-6.
- 2008: Die Kultur der 20er Jahre. Wilhelm Fink Verlag, Paderborn, ISBN 978-3-7705-4572-8.
- 2008: Das Alltagsmedium Blatt. Wilhelm Fink Verlag, Paderborn, ISBN 978-3-7705-4648-0.
- 2008: Das Böse heute. Wilhelm Fink Verlag, Paderborn, ISBN 978-3-7705-4649-7.
- 2008: Die Erotik des Blicks. Wilhelm Fink Verlag, Paderborn, ISBN 978-3-7705-4650-3.
- 2009: Die Kultur der 30er und 40er Jahre. Wilhelm Fink Verlag, Paderborn, ISBN 978-3-7705-4819-4.
- 2010: Die Kultur der 90er Jahre. Wilhelm Fink Verlag, München 2010, ISBN 978-3-7705-4983-2.